# The International Alliance for Women
The International Alliance for Women (TIAW), är en internationell organisation för kvinnors rättigheter, grundad 1980.
Organisationen verkar för yrkeskvinnors rättigheter internationellt. 